# Силлапяа
Силлапяа (эст. Sillapää, дословно «доступ к мосту») — деревня в волости Ряпина в уезде Пылвамаа на юго-востоке Эстонии. По данным переписи 1 января 2020 года в деревне проживало 114 человек, а плотность составляла 10 чел./км².  Площадь деревни составляет 4,6 км².

## География
Центр деревни Силлапяа находится на высоте 39 метров. Самая высокая точка в окрестностях находится на высоте 64 метра над уровнем моря, в 1,0 км к юго-западу от Силлапяа. Ближайший крупный к деревне город — Ряпина, расположенный в 1,7 км к северо-востоку от Силлапяа. Деревня расположена недалеко от Чудского озера, а также деревня находится недалеко от границы с уездом Вырумаа и Россией. Силлапяа находится в 220 км к юго-востоку от столицы Таллинна. В окрестностях Силлапяа растет в основном смешанный лес.

## Климат
Среднегодовая температура в регионе составляет 2 °C. Самый тёплый месяц — июль, когда средняя температура составляет 18 °C, а самый холодный месяц — февраль с –12 °C.

## Демография
Ниже вы можете увидеть демографические изменения с 2011 по 2020 годы.
| 2011 | 2012 | 2019 | 2020 |
| ---- | ---- | ---- | ---- |
| 121  | ↗143 | ↘116 | ↘114 |

## Мыза
Мыза Силлапяа (эст. Sillapää mõis), иногда называемая усадьбой Ряпина, была основана в 1582 году в польские времена. В 1625 году, когда территория была завоёвана Швецией, мыза стала собственностью Бенгта Оксеншерна. Позже она была возвращена государству через редукцию. Впоследствии он принадлежал нескольким остзейским аристократическим семьям вплоть до эстонской земельной реформы 1919 года. После этого, в 1920 году, мыза стала школой, а сегодня это школа садоводства и музей. Нынешнее неоклассическое здание было построено в 1836—1847 годах по проекту архитектора фон Рихтера. Интерьеры, однако, не сохранились. Вокруг усадьбы раскинулся большой парк, в котором растет более 300 различных видов деревьев и кустарников. Парк был спроектирован известным рижским садовым дизайнером Вальтером фон Энгельгардтом в 19 веке.